# Dante Valentino
Dante Valentino (Rossiglione, 19 novembre 1905 – Savona, 19 settembre 1978) è stato un allenatore di calcio e calciatore italiano, di ruolo centrocampista.

## Carriera
Cresciuto nello Speranza, esordisce con il club ligure nella Prima Divisione 1922-1923, totalizzando 12 presenze. Al termine della stagione i verderossi, piazzatisi ultimi nel girone A con 5 punti in 22 gare, retrocedono in Seconda Divisione.
Il primo anno in seconda divisione si conclude con una salvezza, mentre le annate successive Valentino ed i suoi ottengono il quarto posto del girone A nel 1924-1925 ed un secondo posto, alle spalle dello Spezia nel Girone B della Seconda Divisione 1925-1926.
Nel 1926 passa al Genoa, che militava nella Divisione Nazionale. Esordisce con il Grifone nella sconfitta esterna per 2-1 contro il Casale del 24 ottobre 1926. Nell'anno a Genova accumula 17 presenze in campionato e segna 3 reti.
L'esperienza al Genoa termina dopo quest'unica stagione, venendo ingaggiato dal Sestri Levante.
Tra le file dei Corsari ottiene il sesto posto nella Prima Divisione 1928-1929, retrocedendo comunque in terza serie per la riforma dei campionati voluta da Leandro Arpinati.
Valentino la stagione seguente si trasferisce al Cagliari, militante in terza serie. Con i rossoblu si piazza al quinto posto del girone D. In Sardegna totalizza 26 presenze e 2 reti.
Lasciato il Cagliari, passa al Cotoniere Angri, sempre militante in terza serie. Con i campani si aggiudica il quinto posto del girone E.
Torna in Liguria per giocare nell'Andrea Doria, nel girone D della Prima Divisione 1931-1932, piazzandosi al quinto posto. Nel 1935 è in forza all'Ilva Savona, con cui ottiene il 9º posto del Girone unico della Liguria di Prima Divisione 1935-1936.
Nella stagione 1940-1941 allena l'Ilva Savona, militante nel Girone D della Serie C. Sotto la sua guida l'Ilva ottiene il decimo posto finale, retrocedendo in Prima Divisione. Rimane alla guida dell'Ilva anche la stagione seguente.